# جامعة اللاذقية
جامعة اللاذقية (عُرفت سابقًا باسم جامعة تشرين في عهد نظام الأسد)، هي جامعة حكومية في سورية. أُسِّست عام 1971 باسم جامعة اللاذقية، ثم غُيِّر اسمها إلى جامعة تشرين بعد حرب تشرين التحريرية عام 1973. وهي تقع شرقيَّ مدينة اللاذقية، مركز محافظة اللاذقية، على ساحل البحر الأبيض المتوسط.
تضم الجامعة كليات ومعاهد عليا لمختلف التخصصات العلمية، بالإضافة إلى مراكز بحثية ومدينة جامعية كبيرة توفر خدمات جامعية متنوعة. كما تتبع للجامعة عدة منشآت مهمة، منها المشافي التخصصية مثل مشفى الأسد والمشفى الجامعي، بالإضافة إلى مدرسة التمريض ومركز الحاسبات الإلكترونية.

## التاريخ
تأسست الجامعة في 20 مايو 1971 تحت اسم "جامعة اللاذقية". وفي عام 1975، تم تغيير اسمها إلى جامعة تشرين، تكريمًا لذكرى حرب تشرين (حرب أكتوبر).
كانت الجامعة في بداياتها تضم ثلاث كليات فقط: الأدب العربي، والعلوم، والزراعة، وكان عدد طلابها في سبعينيات القرن الماضي 983 طالبًا فقط. لكن هذا العدد نما بشكل كبير ليصل إلى أكثر من 70,000 طالب، مما يجعل جامعة تشرين ثالث أكبر جامعة في سوريا. كما ارتفع عدد كلياتها من 3 إلى 21 كلية. وبعد اندلاع الحرب الأهلية السورية، التحق العديد من الطلاب النازحين داخليًا بالجامعة.
في 25 ديسمبر (كانون الأول) 2024، صدر قرار عن مجلس الوزراء السوري (رقم 3) نصَّ في مادَّته الأولى الفقرة (أ) على تعديل اسم جامعة تشرين ليعود إلى اسمها الأصلي جامعة اللاذقية.

## الكليات

### العلوم الطبية
- كلية الطب
- كلية طب الأسنان
- كلية الصيدلة
- كلية التمريض
- كلية التربية الرياضية

### العلوم الهندسية
كليات الهندسة بجامعة اللاذقية، تقع في مدينة اللاذقية. وتضم عدة كليات.
1. كلية الهندسة المدنية
2. كلية الهندسة الميكانيكية والكهربائية
3. كلية الهندسة المعمارية
4. كلية الهندسة المعلوماتية
5. كلية الهندسة الزراعية
6. كلية الهندسة التقنية - طرطوس
7. كلية هندسة تكنولوجيا المعلومات والاتصالات
8. كلية الهندسة التطبيقة

#### كلية الهندسة المدنية
افتتحت في العام الدراسي1972-1973، وتضم الأقسام التالية:
1. قسم هندسة الحوسبة والعلوم الأساسية
2. قسم الهندسة الإنشائية
3. قسم هندسة وإدارة التشييد
4. قسم الهندسة الجيوتكنيكية
5. قسم هندسة المواصلات والنقل
6. قسم الهندسة المائية والري
7. الهندسة البيئية
8. الهندسة الطبوغرافية

#### كلية الهندسة الميكانيكية والكهربائية
افتتحت في العام الدراسي 1980-1981، وتضم الأقسام التالية:
1. قسم العلوم الأساسية
2. قسم هندسة التصميم والإنتاج
3. قسم هندسة القوى الميكانيكية
4. قسم هندسة الطاقة الكهربائية
5. قسم هندسة الحاسبات والتحكم الآلي
6. قسم هندسة الاتصالات والإلكترونيات
7. قسم هندسة الميكاترونك
8. قسم الهندسة البحرية
9. قسم الهندسة الطبية

#### كلية الهندسة المعمارية
افتتحت في العام الدراسي 1984-1985، وتضم الأقسام التالية:
1. قسم التصميم المعماري
2. قسم تخطيط المدن والبيئة
3. قسم نظريات وتاريخ العمارة
4. قسم علوم البناء والتنفيذ

#### كلية الهندسة المعلوماتية
افتتحت في العام الدراسي 1999-2000، وتضم الأقسام التالية:
1. قسم العلوم الأساسية
2. قسم هندسة البرمجيات ونظم المعلومات
3. قسم النظم والشبكات الحاسوبية
4. قسم الذكاء الصنعي واللغات الطبيعية

#### كلية الهندسة التقنية - طرطوس
افتتحت في العام الدراسي 2003-2004، وتضم الأقسام التالية:
1. قسم هندسة المعدات والآليات
2. قسم الأتمتة الصناعية
3. قسم هندسة المكننة الزراعية
4. قسم هندسة تقانة الأغذية
5. قسم هندسة تقانات الطاقات المتجددة
6. قسم هندسة العلوم الأساسية

#### كلية هندسة تكنولوجيا المعلومات والاتصالات - طرطوس
افتتحت في العام الدراسي 2008-2009، وتضم الأقسام التالية:
1. قسم العلوم الأساسية
2. قسم هندسة تقانة المعلومات
3. قسم هندسة تقانة الاتصالات

### كلية الهندسة التطبيقية
وتعتبر الكلية التطبيقة من احدث الكليات في سوريا فقد افتتحت عام 2013 وتدرس فيها العلوم التطبيقية لخريجي الثانوية الصناعية أو طلاب العلمي وقد اثبتت جدارتها في العالم الهندسي عبر خطتها الدراسة فقد كان خريجوها يصنفون مهندسين درجة ثالثة إلى سنة 2016 تم رفع درجة خريجيها إلى مهندس درجة اولى علما ان دراستها أربعة سنوات عوضا عن خمسة سنوات مثل باقي الهندسات وسيتم في السنوات القادمة فتح دراسات علية لها وتضم الكلية الاقسام التالية:
1. هندسة حاسوب
2. هندسة تقانة اتصالات
3. هندسة تدفئة وتكييف وتبريد
4. هندسة التصنيع الميكانيكي
5. هندسة ميكانيك مركبات
6. هندسة تغذية المنشئات الصناعية والمدن
7. هندسة تقانة الأجهزة الطبية

### العلوم الإنسانية
- كلية الآداب والعلوم الإنسانية
- كلية التربية
- كلية الحقوق

إضافةً إلى معهد تعليم اللغات الذي يتخصص بتعليم اللغات العالمية مثل اللغة الإنكليزية والفرنسية والألمانية لطلبة الجامعة وغيرهم من المواطنين السوريين والأجانب.

### العلوم الأساسية
- كلية العلوم تضم أقسام الكيمياء، علم الأحياء، الرياضيات، الفيزياء، الجيولوجيا والإحصاء الرياضي.

### العلوم الاقتصادية
- كلية الاقتصاد

### المعاهد العليا
- المعهد العالي للبحوث الهندسة البيئية
- المعهد العالي للغات
- المعهد العالي للبحوث البحرية

### المعاهد التقانية
- المعهد التقاني الهندسي
- المعهد التقاني الزراعي
- المعهد التقاني للحاسوب
- المعهد التقاني الطبي
- المعهد التقاني البيطري
- المعهد التقاني للمحاسبة والتمويل
- المعهد التقاني لإدارة الأعمال

### المديريات
- مديرية البحث العلمي
- مديرية التعليم المستمر
- مديرية المدينة الجامعية
- مديرية المكتبات والانشطة الثقافية

## السكن الجامعي
يتكوّن السكن الجامعي من مجموعة وحدات سكنية موزعة على قسمين رئيسيين:
- القسم الأول: يقع في الجهة الجنوبية الغربية من الحرم الجامعي، ويضم 19 وحدة سكنية، منها 4 وحدات مخصصة للذكور، و12 وحدة للإناث، بالإضافة إلى وحدة خاصة بطلاب المركز الوطني للمتميزين، وسكن خاص بالأساتذة والمدرسين.

- القسم الثاني: يقع في الجهة الشمالية من الحرم الجامعي، ويحتوي على 3 وحدات سكنية مخصصة للذكور.

جميع هذه الوحدات مخصصة لإقامة طلبة جامعة اللاذقية القادمين من خارج المدينة أو من مناطق بعيدة نسبياً عن الجامعة. وتُعد المدينة الجامعية من أكثر المدن الجامعية تنظيمًا في سوريا.

### أبواب المدينة الجامعية
- باب إسبيرو: يقع شمال الوحدات السكنية وبعد مساكن الأساتذة، يؤدي إلى شارع إسبيرو المعروف بكثرة المكتبات والبقاليات والمقاهي، ويصل إلى الشارع العام. يُغلق هذا الباب تمامًا عند الساعة التاسعة مساءً ويُعاد فتحه في السابعة صباحًا.
- باب الزراعة: يقع في الجهة الشرقية للمدينة الجامعية، ويؤدي إلى موقف باصات الزراعة ودوار الزراعة. يُغلق أيضًا في تمام التاسعة مساءً ويفتح في السابعة صباحًا.
- باب الصناعة: يقع جنوب المدينة الجامعية، ويُعد الأقرب إلى الكراجات، وهو مدخل السيارات الرئيسي للمدينة الجامعية، ويُغلق في الساعة الحادية عشرة مساءً.

## شروط القبول والرسوم المفروضة
يشترط بشكل أساسي أن يكون الطالب المتقدم من طلبة جامعة اللاذقية تكون الاولوية لطلاب الطب والصيدلة وطب الأسنان ومن ثم الهندسة بأنواعها ثم باقي الفروع تباعاً. بشكل عام يتوجب على الطالب بالتقدم بطلب انتساب مع بعض الأوراق الثبوتية الأخرى كعدد من الصور الشخصية وصور عن الهوية وما إلى ذلك وبعدها تتم عملية فرز لتحديد المقبولين بناء على عدد من العوامل:
1. الأولوية للطلبة القادمين من محافظات أبعد.
2. حسب الوضع المادي للطالب.

- رسم التسجيل المقدر حاليا 300 ليرة سورية شهريا وتدفع عن العام الدراسي كاملا مرة واحدة قبل التحاق الطالب بالجامعة.